# Askidiosperma paniculatum
Askidiosperma paniculatum là một loài thực vật có hoa trong họ Restionaceae. Loài này được (Mast.) H.Linder mô tả khoa học đầu tiên năm 1985.